# Wolfgang Sawallisch

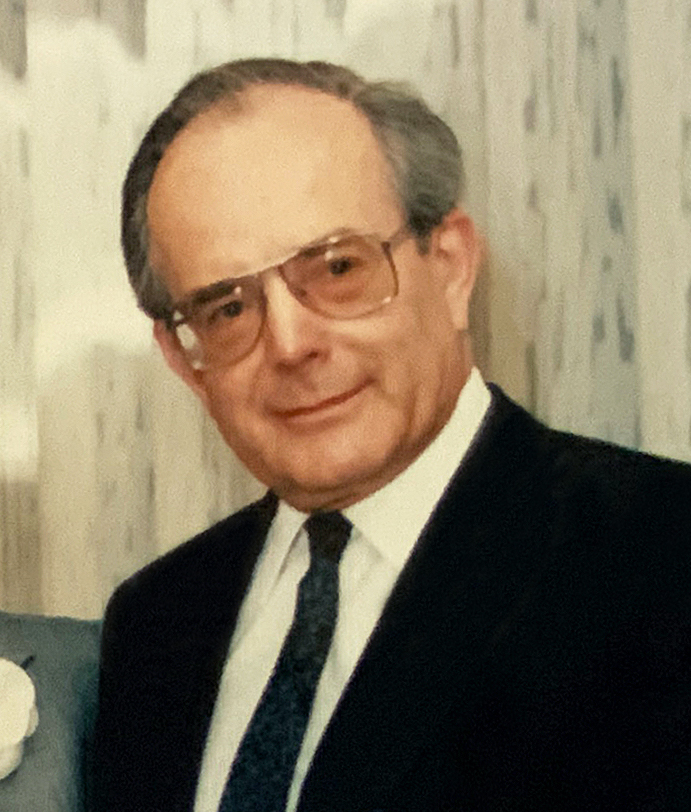
Wolfgang Sawallisch in 1988

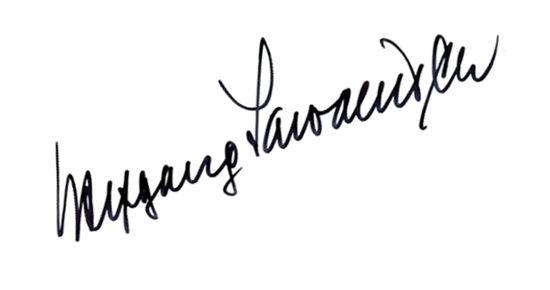
Signatur Wolfgang Sawallisch

Wolfgang Sawallisch (München, 26 augustus 1923 – Grassau, 22 februari 2013) was een Duits dirigent en pianist.

## Biografie
Sawallisch begon zijn carrière bij het operatheater in Augsburg in 1947.
In 1953 dirigeerde hij de Berliner Philharmoniker. Daarmee was hij de jongste dirigent ooit die zijn debuut maakte bij dit orkest. Dat was hij ook bij zijn debuut bij het Bayreuth Festspielhaus met Tristan en Isolde in 1957.
Van 1953 tot 1958 was hij chef-dirigent en algemeen muzikaal leider (Generalmusikdirektor) van het Stadttheater Aachen en van 1959 tot 1978 vervulde hij dezelfde functie bij Oper Köln. Van 1960 tot 1970 was hij tevens chef-dirigent van de Wiener Symphoniker. Van 1971 tot 1992 was Sawallisch muzikaal leider van de Bayerische Staatsoper en vanaf 1983 ook algemeen directeur.
Van 1993 tot 2003 was hij muzikaal leider van het Philadelphia Orchestra, waarvan hij tot aan zijn dood Conductor Laureate (eredirigent) was. Hij was ook honorair dirigent van het NHK Symfonieorkest in Tokio. Hij ontving een Suntory Music Award in 1993.
Na afloop van zijn betrekking bij het Philadelphia Orchestra bleef Sawallisch terugkeren voor gastoptredens in Philadelphia en in de Carnegie Hall. Sawallisch is erelid van de Robert Schumann Gesellschaft. In 2003 hielp Sawallisch om een muziekschool in Grassau te vestigen, die de naam Wolfgang Sawallisch Stiftung kreeg.
Vanwege gezondheidsproblemen (orthostatische hypotensie) kon hij daarna niet meer dirigeren. In een artikel in The Philadelphia Inquirer van 27 augustus 2006 zei Sawallisch over zijn pensionering het volgende:
"Het kan gebeuren dat mijn bloeddruk zonder vooraankondiging te laag is. Deze instabiliteit maakt het noodzakelijk om na 57 jaar concert- en operadirectie afscheid te nemen."
Sawallisch en zijn vrouw Mechthild waren 46 jaar getrouwd toen ze stierf in 1998. Ze kregen een zoon, Jörg.

## Gedenkwaardige interpretaties
Sawallisch stond bekend als interpretator van de muziek van Richard Strauss. Als pianist heeft hij een aantal beroemde zangsolisten begeleid in het liedrepertoire, onder wie Dietrich Fischer-Dieskau, Elisabeth Schwarzkopf en Margaret Price. Hij stond ook bekend om zijn interpretaties van de symfonieën van Anton Bruckner.
Sawallisch heeft als pianist Franz Schuberts Die Winterreise en Robert Schumanns Liederkreis en andere liederencycli opgenomen met Thomas Hampson. Een van zijn meest gedenkwaardige concertoptredens als pianosolist was op 11 februari 1994 in Philadelphia, toen Sawallisch inviel bij het Philadelphia Orchestra in een compleet Wagner-programma op de avond dat een zware sneeuwstorm storm ervoor zorgde dat veel orkestleden de Academy of Music-zaal in Philadelphia niet konden bereiken.

## Opnamehoogtepunten
Zijn andere opnames voor het label EMI bestaan onder andere uit Richard Strauss' Capriccio en de vier symfonieën van Robert Schumann met de Staatskapelle Dresden. Hij maakte een quadrafonisch stereo-album (waarschijnlijk het enige dat hij ooit maakte) van Mozarts Die Zauberflöte in 1973 voor EMI, met onder anderen Peter Schreier als Tamino, Walter Berry als Papageno, Edda Moser als de Koningin van de Nacht, Anneliese Rothenberger als Pamina, en Kurt Moll als Sarastro. Andere opnames (EMI, Orfeo en Sony) zijn:
- Ludwig van Beethovens negen symfonieën met het Koninklijk Concertgebouworkest, Amsterdam
- Johannes Brahms' Ein Deutsches Requiem met het Symphonieorchester des Bayerischen Rundfunks
- Johannes Brahms' Symfonieën nrs. 1-4 met de London Philharmonic
- Anton Bruckners Symfonieën 1, 4, 5, 6 & 9
- Antonín Dvořáks Requiem en Stabat Mater, beide met het Tsjechisch Philharmonisch Orkest; Symfonieën nrs. 7-9 en celloconcert met het Philadelphia Orchestra
- Felix Mendelssohns symfonie nr. 2 met de Berliner Philharmoniker en het Düsseldorf Chor
- Franz Schuberts 9 symfonieën met de Staatskapelle Dresden; Geestelijke koorwerken met het Orchester des Bayerischen Rundfunks en het koor
- Richard Strauss' Intermezzo, Elektra, Friedenstag en Die Frau ohne Schatten, Arabella met de Bayerische Staatsoper
- Richard Strauss' Ein Heldenleben, Symphonia domestica en Also sprach Zarathustra met het Philadelphia Orchestra
- Richard Strauss' hoornconcerten, met Dennis Brain en de Philharmonia
- Giuseppe Verdi's Macbeth (liveopname, Salzburger Festspiele)
- Richard Wagners Der Ring des Nibelungen, Die Meistersinger von Nürnberg, Die Feen met de Bayerische Staatsoper; Der fliegende Holländer, Tannhäuser en Lohengrin (Bayreuther Festspiele)
- Richard Wagners Wesendock Lieder met Marjana Lipovsek en het Philadelphia-orkest.

Een van zijn laatste concert- en opnameprojecten in Philadelphia focuste op de muziek van Robert Schumann.